# Lucia Maria Hardegen
Pour les articles homonymes, voir Hardegen.
Lucia Maria Hardegen (née en 1951 à Werl) est une artiste allemande.

## Biographie
Lucia Maria Hardegen a dessiné plusieurs pièces allemandes de collection :
- en 2004, l'avers de la pièce de 10 euros à l'occasion de la Coupe du monde de football FIFA 2006 en Allemagne.
- en 2005, l'avers de la pièce de 10 euros à l'occasion de la Coupe du monde de football FIFA 2006 en Allemagne.
- en 2006, l'avers de la pièce de 10 euros à l'occasion de la Coupe du monde de football FIFA 2006 en Allemagne.